# György Nébald
György Nébald (* 9. März 1956 in Budapest) ist ein ungarischer Säbelfechter, Olympiasieger und sechsfacher Weltmeister.

## Leben
Er ist mit der ungarischen Degenfechterin Ildikó Mincza-Nébald verheiratet.
Sein Bruder Rudolf Nébald gewann bei den Olympischen Spielen 1980 zusammen mit ihm die Bronzemedaille.

## Erfolge
1978 in Hamburg wurde György Nébald das erste Mal Mannschaftsweltmeister.
Bei den Olympischen Spielen 1980 in Moskau erhielt Nébald Bronze mit der Mannschaft.
1981 in Clermont-Ferrand und 1982 in Rom wurde er erneut Mannschaftsweltmeister.
Bei den Weltmeisterschaften 1983 in Wien erfocht er mit der Mannschaft Silber,
1985 in Barcelona mit der Mannschaft Bronze. Zusätzlich wurde er Einzelweltmeister.
1987 gewann Nébald bei den Weltmeisterschaften in Lausanne Silber im Einzel.
1988 bei den Olympischen Spielen 1988 in Seoul erhielt Nébald Gold mit der Mannschaft, im Einzel erreichte er den fünften Platz.
1990 wurde er in Lyon erneut Einzelweltmeister und bekam Silber mit der Mannschaft.
1991 war sein medaillenreichstes Jahr, er wurde in Wien Mannschaftseuropameister und erfocht Bronze im Einzel, weiter wurde er in Budapest Mannschaftsweltmeister und errang ebenfalls Bronze im Einzel.
1992 bei den Olympischen Spielen 1992 in Barcelona erhielt Nébald Silber mit der Mannschaft, im Einzel belegt er den 25. Platz.